# Léna Bernstein
 (janvier 2021).
Si vous disposez d'ouvrages ou d'articles de référence ou si vous connaissez des sites web de qualité traitant du thème abordé ici, merci de compléter l'article en donnant les références utiles à sa vérifiabilité et en les liant à la section « Notes et références ».
Pour les articles homonymes, voir Bernstein.
Léna Bernstein est une aviatrice française d'origine russe, née à Leipzig (Allemagne) en 1906 et morte à Biskra (Algérie) le 3 juin 1932.

## Biographie

### Jeunesse
Les parents de Léna Bernstein, d'origine juive russe, ont émigré en Allemagne, puis en France. Léna obtient son brevet de pilote à l’école civile d’Aulnat, près de Clermont-Ferrand, sous la protection des as de 14-18 Gilbert Sardier et Louis Chartoire. Elle se rend à Paris avec l’intention de battre des records. Sans fortune, elle doit se battre en permanence pour parvenir à satisfaire sa passion du vol. Elle vole sur un Potez VIII, puis obtient le prêt du Caudron C.109 no 2 de Maurice Finat, as de la voltige aérienne.

### Premier record de distance en ligne droite
En 1929, elle tente le record de distance en ligne droite, en traversant la mer Méditerranée. Les autorités ne l'autorisent qu'à tenter son essai vers le nord, ce qui lui est impossible car son petit Caudron C.109 motorisé par un Salmson 40 ch, surchargé de carburant, mettra du temps pour atteindre une altitude suffisante : sa seule solution est de faire semblant d'obtempérer, mais de partir vers le sud et de survoler la Méditerranée. Le premier essai s'arrête quelques kilomètres après s'être engagée au-dessus de la Méditerranée : secouée par un très fort mistral, l'aviatrice doit se résoudre à vider son carburant et faire demi-tour. Asphyxiée par les vapeurs d'essence, elle perd connaissance, mais elle réussit à poser son avion à la dernière minute, suscitant l'admiration pour son atterrissage impeccable avec un vent violent.
Elle repart le lendemain, dans de meilleures conditions. Au-dessus de la Corse, elle s'aperçoit que son réservoir est presque vide : le robinet du « vide-vite », ouvert la veille, a été mal refermé. Elle doit se poser d'urgence sur l'aérodrome italien de Pise, alors sous le commandement de l'armée de l'air de Mussolini. On lui reproche de n'avoir pas d'autorisation de survol de l'Italie et l'avion est confisqué. Le lendemain, au prétexte de montrer à un mécanicien un problème technique, Léna s'installe aux commandes et réussit à décoller, abandonnant sur place sa combinaison de vol, son casque, ses cartes.
Enfin à sa troisième tentative, le 19 août 1929, elle franchit sans escale, d’Istres à Sidi Barrani en Égypte, la distance de 2 268 km. Elle est le second pilote, et la première femme, à traverser la Méditerranée en solitaire après l'exploit de Roland Garros datant du 23 septembre 1913.

### Record de durée en circuit fermé
En 1930, elle s’attaque au record de durée que détient Maryse Bastié (26 h 47). Les 1er et 2 mai, sur le Farman F.192 no 4 immatriculé « F-AJLU » spécialement préparé, elle vole pendant 35 h 45, battant le record de durée de pilote seul à bord détenu jusque-là par Lindbergh. Maryse Bastié lui reprendra ce record le 2 septembre 1930, sur un Klemm baptisé Trottinette, appareil plus puissant, affichant 40 chevaux, volant durant 37 heures et 55 minutes.

### Tentatives de raid
Après son record, elle continue à voler sur le même appareil, en préparant un raid jusqu’à Tokyo, avec le mécanicien Guitton. Le raid est sponsorisé par les Galeries Lafayette, dont le nom est peint sur le fuselage. Après de multiples déboires, ils décollent le 8 novembre 1930 de Toussus-le-Noble, mais ce raid sera un échec. En route de nuit vers Bassorah, le 1er décembre 1930, ils vont rencontrer une tempête de sable qui va les pousser à retourner à Bagdad, où ils se poseront avec difficulté par manque d'éclairage, l'appareil sera endommagé et les deux comparses blessés.
En 1931, Léna Bernstein tente un raid sur Saïgon qui s’interrompt par un atterrissage forcé en Inde. Elle doit se battre pour obtenir un nouvel avion, réussit à avoir le Farman F.230, moteur Salmson AD9 40CV, no 10 « F-ALGJ », pour reprendre son projet de raid, grâce à un mécène, Guy Guidotti, en échange de leçons de pilotage. Le petit appareil est baptisé Zanzi, en présence d'Henri Farman, par la comtesse Pélissier de Malakoff, le 16 avril 1931 à Toussus-le-Noble. Le 30 mai 1931, à 3 h du matin, à sa deuxième tentative de décollage, l'avion surchargé de 415 litres de carburant est renversé par une rafale de vent, sur une piste en réfection à Istres. Léna Bernstein, blessée à la tête, une cheville brisée, de multiples contusions, est transportée à l'hôpital de la Conception de Marseille.
Un industriel marseillais, ancien pilote de guerre, lui fournit un nouvel appareil : un Farman F.236 no 3 « F-AMLB », version monoplace de record du F-230, à l'envergure légèrement agrandie. Encore mal remise, Léna quitte l’hôpital sans payer les soins.

### Dernier raid
En 1932, elle obtient la nationalité française. Elle prépare un nouveau raid, qui consisterait à rallier Biskra, en Algérie, à Bagdad, en Irak, en survolant le sud tunisien, 900 km de mer, puis l'Égypte et les montagnes du Liban. Elle se rend à Biskra quelque temps avant pour y préparer son départ. Interdite de vol par l'administration, poursuivie par les huissiers, elle réussit en juin à atteindre Alger en trompant la vigilance des autorités, puis l'aérodrome de Biskra, où le petit Farman est renversé par une tempête. Les dégâts sont minimes. L’aviatrice est accueillie et entourée par de nombreux amis : le maire de Biskra et son épouse, le lieutenant-colonel Christian Sarton du Jonchay, le colonel Pierre Weiss, Lucien Schmidt, président du Comité d'aviation de tourisme de Biskra. Mais elle est épuisée, physiquement et moralement. Le 3 juin, elle se fait conduire en taxi dans le désert, puis renvoie le chauffeur. On retrouve son corps deux jours plus tard, auprès d’une bouteille de champagne et d'un tube de médicaments vide.
Léna Bernstein est enterrée au cimetière de Biskra. Quelques mois plus tard, son adversaire et amie Maryse Bastié vient se recueillir sur sa tombe.